# Кто виноват?
«Кто виноват?» — роман в двух частях Александра Ивановича Герцена, написанный в 1841—1846 годах и впервые опубликованный в 1846 году в журнале. Один из первых русских социально-психологических романов и одно из первых произведений русского реализма.

## Сюжет
Проживающий в деревне помещик Алексей Абрамович Негров нанимает для своего сына Миши нового учителя — Дмитрия Яковлевича Круциферского. Тот должен подготовить мальчика к поступлению в какую-нибудь военную школу.
Семейство Негровых ведёт жизнь скучную и ограниченную: не приученные к чтению и прочим интеллектуальным занятиям, не принимающие какого-либо деятельного участия в управлении хозяйством, они прозябают за малозначительными занятиями, предаются обжорству и сну. Они грубы и неотёсанны. Впрочем, их вполне устраивает такой образ жизни, но он совершенно чужд Любе, незаконнорождённой дочери Негрова. Это сближает её с Круциферским, образованным молодым человеком, также неспособным принять образ жизни Негровых. Они влюбляются. Дмитрий Яковлевич решается открыть свои чувства в письме. На помощь ему приходит гувернантка Элиза Августовна, заметившая чувства Круциферского, — она устраивает свидание влюбленным. Робкий по натуре Круциферский решается пойти на ночное свидание, только чтобы отдать письмо, но его смелость вознаграждена: он получает поцелуй. К своему ужасу, молодой человек обнаруживает, что перед ним не Любонька, а Глафира Львовна, жена Негрова, и бежит, забыв письмо. Недоумевающая Глафира Львовна, которая также стала невинной жертвой обмана Элизы Августовны, прочитав письмо, понимает, что предметом любви учителя была, увы, не она. Раздосадованная, женщина открывает письмо мужу. Алексей Абрамович же нашёл, что письмо обнаружилось весьма кстати: он решает женить учителя на Любоньке, чтобы избавиться от обузы в лице незаконной дочери. Несмотря на такие нелепые обстоятельства, предшествовавшие браку, семейная жизнь Круциферских сложилась счастливо, супруги любили друг друга. Плодом этой любви стал маленький мальчик Яша. Они жили в тесном семейном кругу, единственным другом их был доктор Крупов.
В это время в город NN, центр губернии, где располагается имение Негровых, прибывает из-за границы богатый помещик, дотоле долго отсутствовавший, Владимир Бельтов. Он собирается участвовать в дворянских выборах. Несмотря на все его старания, жители NN не принимают Бельтова в свой круг, и вся затея с выборами оказывается для Бельтова пустой тратой времени. Вынужденный оставаться в NN по некоторому гражданскому делу, Бельтов в отчаянье, что и эта попытка найти своё место в жизни провалилась. Он находится практически в полной изоляции, единственный его друг в NN — доктор Крупов. Он-то и знакомит Бельтова с семьёй Круциферских. Бельтов и Круциферские весьма рады новому знакомству. Бельтову есть с кем поделиться своими мыслями и думами, Круциферские находят в нём человека в высшей степени развитого, способного обогатить их внутренний мир. Особое понимание Бельтов находит у Любови Александровны, они понимают друг друга с полуслова, с полувзгляда, как когда-то понимали друг друга Люба и Дмитрий в семье Негрова. Единомыслие Любы и Бельтова перерастает в нечто большое, в любовь. Не в силах таить свои чувства, Бельтов делает признание Круциферской. И разом разрушает жизнь трёх человек. Любовь Александровна не может бросить мужа, она любит его, хотя и Бельтова тоже любит. Круциферский понимает, что уже не любим как прежде. Бельтов мучим мыслью, что разрушил жизнь самого близкого человека и не может быть с ним рядом. Слухи расползаются по городу. Круциферский запил. Доктор Крупов чувствует себя виновником произошедшего. В гневе он идёт к Бельтову объясниться, Бельтов уверяет его, что сам страдает ничуть не меньше Круциферских, что он не властен над своими чувствами, что Любовь Александровна, найдя душу более близкую, чем муж, никогда уже не будет счастлива, как прежде. Не видя другого выхода, Бельтов соглашается с Круповым, что должен уехать, он уже и сам собрался в дорогу, хотя не верит, что это поможет. Итак, он снова покидает отечество.
Любовь Александровна увядает. Круциферский спивается. Расставание не принесло счастья и спокойствия. Будущее печально и безрадостно.

## Персонажи
- Алексей Абрамович Негров — отставной генерал-майор от кавалерии. «Толстый, рослый мужчина». Богатый помещик.

Участвовал в войне 1812 года. Уйдя в отставку, поселился в Москве, впоследствии, от безделья, перебрался в деревню. В деревне сошёлся с крепостной девушкой Дуней, от которой родилась девочка Люба. Житьё в деревне ему вскоре тоже надоело, и он снова вернулся в Москву, где вновь предавался праздным забавам, пока не надумал жениться. Дуня с дочкой впали в немилость и были отправлены в людскую. В браке у Негрова родились дети, Миша и Лиза. Пресытившись светской жизнью и вконец обленившись, супруги окончательно перебрались в деревню.
- Дмитрий Яковлевич Круциферский — кандидат, закончивший физико-математическое отделение московского университета.

Сын уездного лекаря Якова Ивановича и немки Маргариты Карловны. Практика Якова Ивановича была в плачевном состоянии и семья бедствовала. В семье было пять человек детей, но трое умерли от скарлатины, а старшая дочь сбежала с каким-то подпоручиком, остался один Митя. Он был слабым и болезненным ребёнком, но благодаря усилиям матери выжил. Случай позволил ему вырваться из провинции: заезжий меценат посетил местную гимназию, где заприметил Митю и выразил желание отправить его учиться в московский университет. Окончив физико-математическое отделение университета, Дмитрий Яковлевич никак не мог найти место, и положение его становилось всё хуже, ко всему прочему родители сообщали, что дела их совсем плохи. Как раз в этот момент подоспело щедрое предложение Негрова.
- Глафира Львовна Негрова — жена Алексея Абрамовича Негрова.

Дочь промотавшегося графа и купеческой дочки, была взята на воспитание графиней Маврой Ильинишной. Тётя была к племяннице чрезвычайно строга и сурова. Замужество изменило её участь к лучшему.
- Доктор Семён Иванович Крупов — инспектор врачебной управы. Крупов разовьёт теорию о всеобщем умопомешательстве в повести «Доктор Крупов».
- Люба — незаконнорождённая дочь Алексея Абрамовича Негрова и крепостной девушки Дуни.

После женитьбы Негрова была сослана в людскую, но благодаря заступничеству Глафиры Львовны её вернули в господскую и воспитывали как дворянку.
- Владимир Петрович Бельтов — богатый помещик и бывший государственный служащий.

Мать Бельтова Софи была крепостной. Хозяйка, в целях получения прибыли, решила сделать нескольких своих крепостных девушек гувернантками. В числе девушек, посланных на обучение, была и будущая мать Владимира. Получив образование, Софи была продана соседней помещице. Молодой племянник помещицы, ведущий разгульную и развратную жизнь, заприметил Софи, но, к своему удивлению, получил отпор. Бедной девушке ничего не оставалось, как упросить хозяйку дать ей вольную и бежать в Петербург. Но слухи, пущенные Бельтовым, разрушили её репутацию, и ей нигде не давали места. Доведённая до отчаяния своим бедственным положением, Софи решилась на гневное письмо Бельтову. Письмо поразило его, он глубоко раскаялся в содеянном, в результате чего их взаимоотношения закончились браком. Вскоре Бельтов умер, оставив двухлетнего сына. Вся тяжесть воспитания легла на плечи матери и гувернера, швейцарца Жозефа. Повзрослев, Владимир поступил на юридический факультет Московского университета. Окончив университет, он поступил на службу в Петербурге. Не смирившись с душной атмосферой российского чиновничества, через полгода Бельтов оставляет службу. Попытался заниматься медициной, изобразительным искусством, но и к этим занятиям быстро охладел. Пережив неудачный опыт в любви, Бельтов отправляется в чужие края.

## История создания
Роман, согласно авторскому вступлению к нему, был начат в 1841 году в новгородской ссылке; там же была написана первая часть. По приезде в Москву Герцен продемонстрировал написанное своим друзьям, им не понравилось, но спустя несколько лет мнение переменилось. Рукопись высоко оценил Белинский.